# Кассон (город, Миннесота)
Кассон (англ. Kasson) — город в округе Додж, штат Миннесота, США. На площади 5,2 км² (5,2 км² — суша, водоёмов нет), согласно переписи 2002 года, проживают 4398 человек. Плотность населения составляет 838 чел./км².
- Телефонный код города — 507
- Почтовый индекс — 55944
- FIPS-код города — 27-32498[1]
- GNIS-идентификатор — 0646049[2]